# Parafia św. Wojciecha w Elizabeth
Parafia św. Wojciecha w Elizabeth (ang. St. Adalbert's Parish) – parafia rzymskokatolicka położona w Elizabeth w stanie New Jersey w Stanach Zjednoczonych. Jest ona wieloetniczną parafią w archidiecezji Newark, z mszą św. w j. polskim dla polskich imigrantów. Ustanowiona w 1905 roku i dedykowana św. Wojciechowi.

## Historia
Pierwsze wzmianki o polskich imigrantach osiadłych w Elizabeth datowane są w latach 70. Aby słuchać mszy św. w języku ojczystym uczęszczali do kościoła św. Piotra i Pawła w Elizabeth, ale także jeździli do kościołów św. Stanisława Kostki do Nowego Jorku i Newark.
Kamień węgielny pod budowę kościoła został pobłogosławiony 17 grudnia 1905 roku, a prace zostały zakończone w czerwcu 1906 roku. W sierpniu 1911 roku ukończono budowę szkoły przy skrzyżowaniu ulic Fulton i Trzeciej, a także rozpoczęto prace nad przeprojektowaniem kościoła. Pierwotna konstrukcja została zmieniona i dodano boczne nawy tworząc obecny wygląd kościoła.
W 1911 roku zakupiono 15 akrów ziemi w Linden gdzie powstał cmentarz pod nazwą Mount Calvary należący do parafii.

## Duszpasterze
- ks. prałat Witus J. Maśnicki (1905-1956)
- ks. prałat Józef Smoleń (1956-1972)
- ks. prałat Józef A. Marjańczyk (1972-1983)
- ks. Edward J. Gubernat (1983-1995)
- ks. prałat Ronald Malczewski (1996-2004)
- ks. Krzysztof Szczotka (2004-obecnie)